# Golfo de Chiriquí

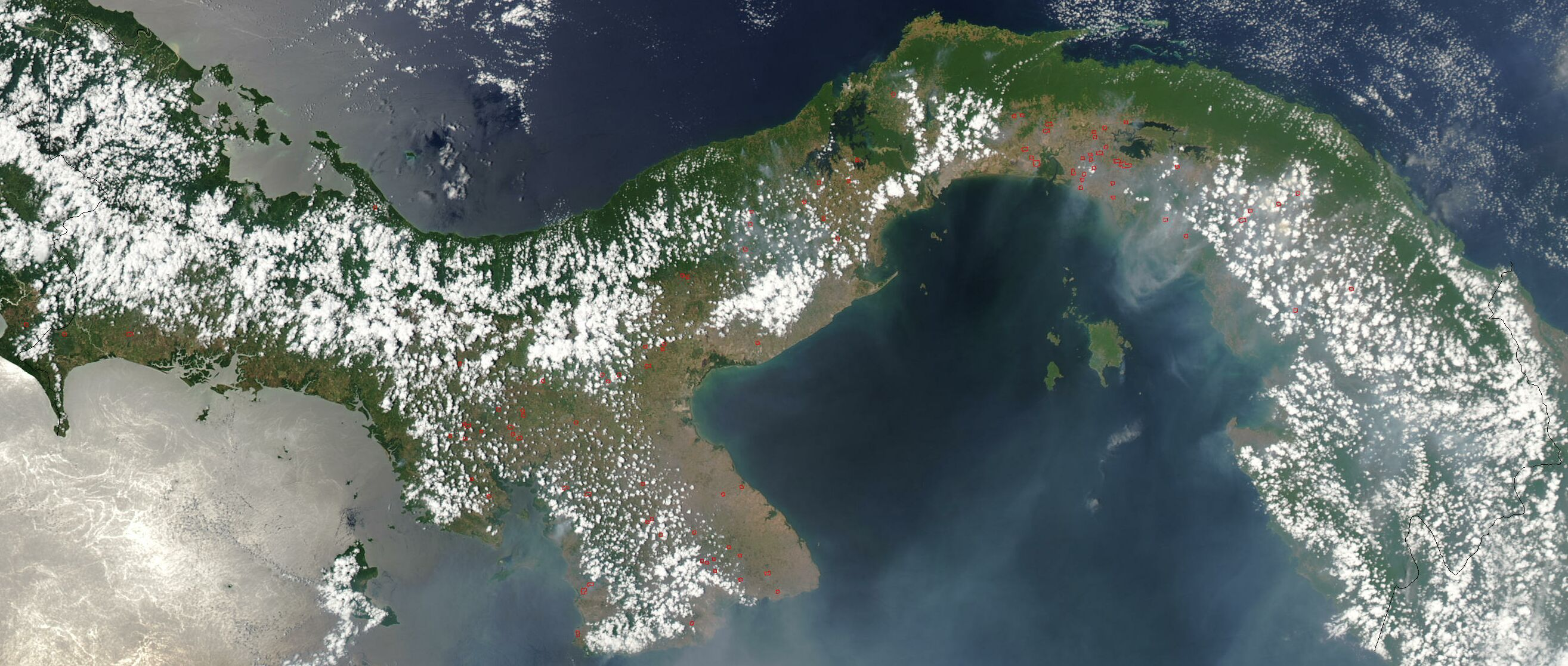
Imagem de satélite do Panamá; abaixo à esquerda se encontra o golfo de Chiriquí

O golfo de Chiriquí é um golfo do Panamá, localizado no litoral do oceano Pacífico a oeste do país.